# 괴산호
괴산호(槐山湖, Lake Goensan)는 충청북도 괴산군 칠성면에 위치한 호수이다. 괴산군 중심가로부터 남동쪽 외곽에 위치하고 있다. 면적은 671km2, 저수량은 1천5만 톤(ton)이다.

## 같이 보기
- 괴산군